# Ero s onoga svijeta
Ero s onoga svijeta (normalmente traducido como Ero el bromista, literalmente Ero del otro mundo) es una ópera cómica en tres actos con música de Jakov Gotovac, con un libreto en croata de Milan Begović basado en un cuento folclórico. La génesis de la ópera tuvo lugar en Vrlička Česma en la ciudad de Vrlika, ciudad natal de Milan Begović y se estrenó el 2 de noviembre de 1935 en el Teatro Nacional Croata (Hrvatsko narodno kazalište) en Zagreb. 
Gotovac dirigió la primera representación, y tuvo la sensación de que fue bien recibido por el público. La ópera desde entonces se ha convertido en la obra más representada de los eslavos del sur.
La ópera se desarrolla en una pequeña ciudad, en algún lugar en la llanura a los pies de los montes Dinara en Herzegovina, a principios de otoño. Gotovac y Begović encontraron la base de la música y el texto de la ópera en el folclore de muchos grupos eslavos del sur, desde el folclore dálmata (final de la ópera) a canciones de Kosovo (coro de apertura Duni mi, duni, lađane).